# إدارة الوقت (كتاب)
كتاب إدارة الوقت من أفضل كتب دكتور إبراهيم الفقي بسبب تقديمه حلول فعالة لإستغلال الوقت بشكل أمثل.

## نبذة مختصرة عن الكتاب
كتاب إدارة الوقـت يبين لنا مكانة الوقـت وأهميته، ويعرفنا على أسباب مضيعات الوقـت والتعرف على معوقات استغلال الوقـت، معرفة الـوقت المفقود ومدى نسبة الوقـت المستغل ويعطينا فوائد تنظيم الـوقت.
يوجد استبيان في أول الكتـاب يساعدك على التعرف على كل هذه الامور.
ذكر أيضًا في كتـاب إداره الـوقت 38 نصيحة من الدكتور إبراهيم الفقي لكيفية استثمار الـوقت وبالختام يقول لنا الدكتور إبراهيم الفقي الـوقت هو الحياة.